# امامزادگان عبدالله، عبدالقهار، عبدالجبار
امامزادگان عبدالله، عبدالقهار، عبدالجبار مربوط به دوره صفوی - دوره قاجار است و در شهرستان فیروزکوه، روستای پیرده واقع شده و این اثر در تاریخ ۲۰ آذر ۱۳۷۹ با شمارهٔ ثبت ۲۹۲۷ به‌عنوان یکی از آثار ملی ایران به ثبت رسیده است.